# Wilhelm Peukert
Wilhelm Peukert (* 16. Mai 1855 in Hodkovice nad Mohelkou (Liebenau); † 15. April 1932 in Braunschweig) war ein aus Böhmen stammender Ingenieur. 

## Leben
Peukert studierte Mathematik, Physik und Mechanik und wurde 1884 Assistent an der Technischen Hochschule in Prag. 1885 bis 1886 war er in einer leitenden Stellung bei der Wiener Kabelfirma Franz Tobisch tätig, gleichzeitig war er als Konstrukteur an der Technischen Hochschule Wien (heute TU Wien) tätig. 1890 wurde er als ordentlicher Professor an die Technische Hochschule Braunschweig (heute TU Braunschweig) an den ersten elektrotechnischen Lehrstuhl berufen und Leiter des Instituts Die elektrotechnische Sammlung mit dem elektrotechnischen Labor.
Als Ingenieur war er langjähriger Assistent von Prof. Adalbert von Waltenhofen in Wien. Waltenhofen hatte 1863 die Erfahrung gemacht, dass ein weicher Eisenstab in einer Spule unter bestimmten Bedingungen eine Polarität annehmen kann, die der magnetisierenden Wirkung entgegengesetzt ist. Dieses trat ein, wenn der Strom plötzlich unterbrochen wurde. Waltenhofen hatte diese anomale Magnetisierung damit erklärt, dass die Molekularmagnete bei der Unterbrechung in ihre ursprüngliche Ruhelage zurückschwingen, die Gleichgewichtsstellung überschreiten und dort zurückbleiben. Gustav Heinrich Wiedemann hingegen hatte diese anomale Magnetisierung auf die Wirkung der beim plötzlichen Öffnen des magnetisierenden Stromes auftretenden Extraströme zurückgeführt. Peukert suchte nun durch ein Experiment eine Entscheidung zwischen diesen beiden Erklärungen zu erzielen.
Wilhelm Peukert war bis zum Ersten Weltkrieg für die gesamte elektrotechnische Ausbildung an der Technischen Hochschule Braunschweig zuständig. Daraus gingen zahlreiche Forschungsarbeiten auf dem Gebiet der Akkumulatoren, elektrische Energietechnik und der elektrische Messtechnik hervor. Die Peukert-Gleichung, welche das Ladungsspeichervermögen eines Akkumulators in Abhängigkeit vom Entladestrom beschreibt, ist nach ihm benannt. Für seine Verdienste wurde ihm der Orden Heinrichs des Löwen, im Jahr 1898 II. Klasse und 1900 I. Klasse, verliehen.

## Veröffentlichungen
- Ueber die Erklärung des Waltenhofen’schen Phänomens der anomalen Magnetisirung. In: Annalen der Physik. 1887, Band XXXII, S. 291.
- Sur l’explication du phénomčne de l’aimantation anormale observé par M. von. Waltenhofen.
- Über die Abhängigkeit der Kapazität von der Entladestromstärke bei Bleiakkumulatoren. In: Elektrotechnische Zeitschrift. 20, 1897.